# Lucas Cranach el Vell
Lucas Cranach el Vell (en alemany, Lucas Cranach der Ältere) (Kronach, Alta Francònia, 1472 – Weimar, 1553) va ser un pintor, gravador, empresari i polític del renaixement alemany.

## Biografia

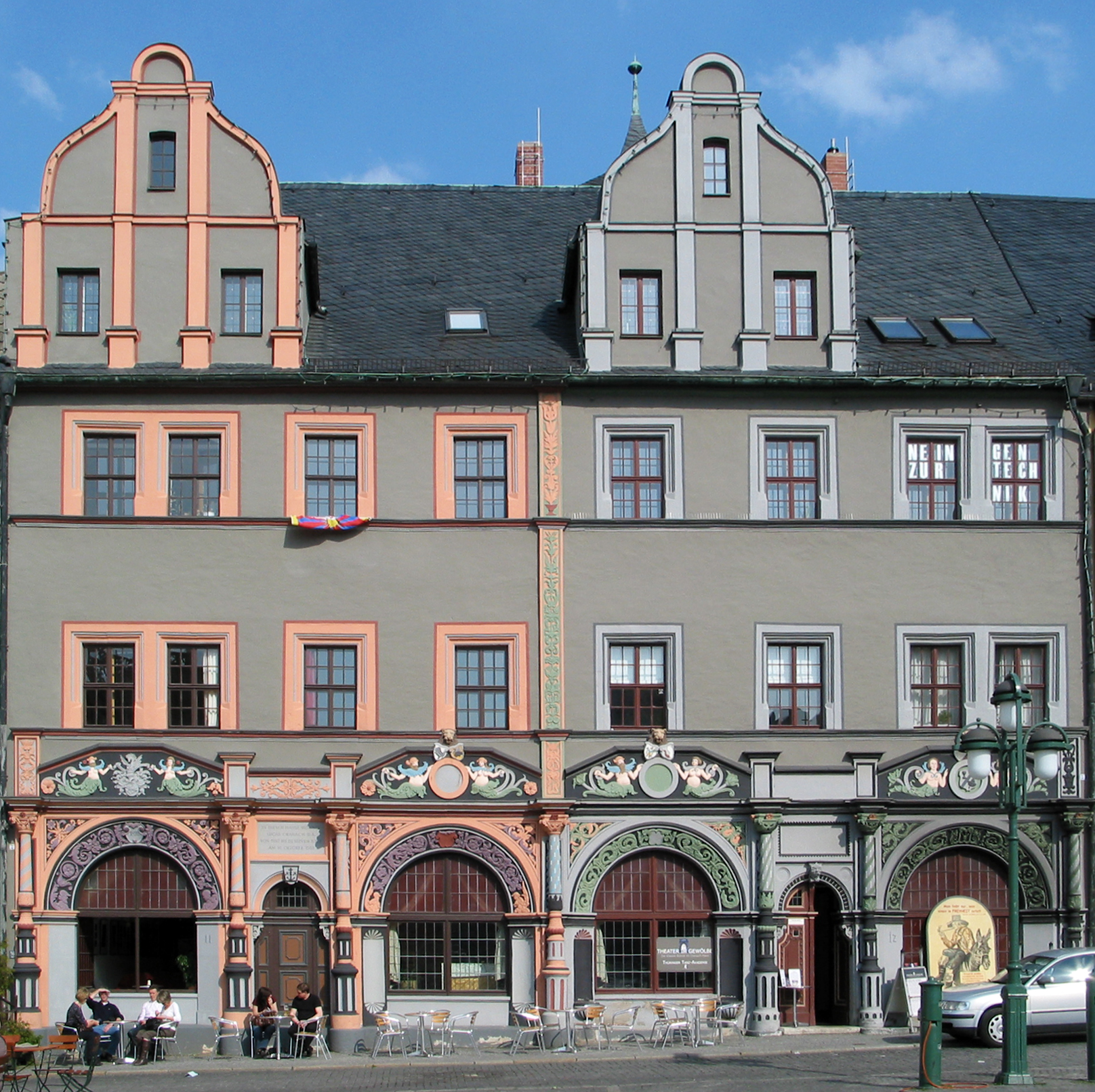
Casa Cranach a Weimar

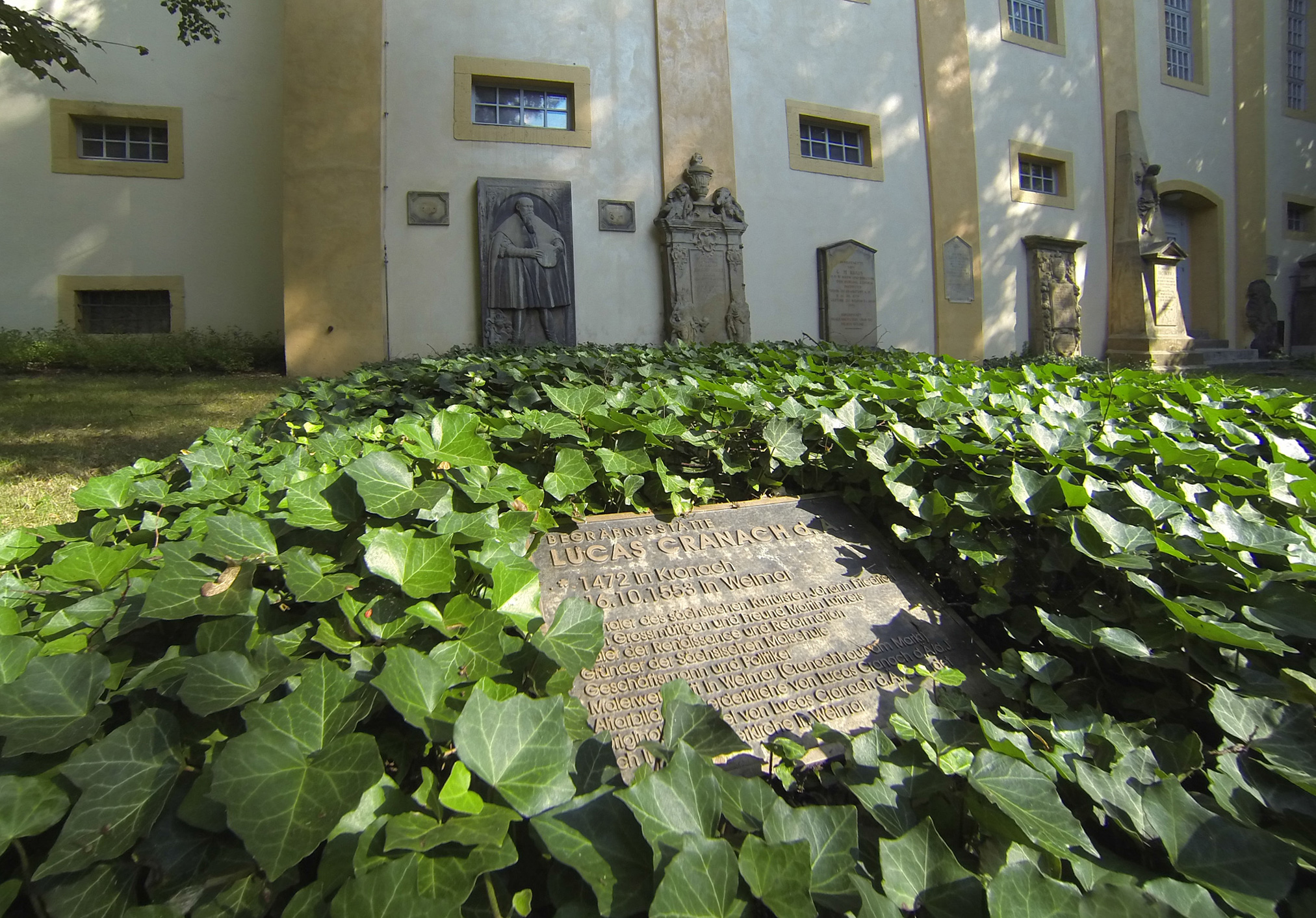
Sepultura a Weimar

Va ser un dels quatre fills de Hans Sunder, nomenat Hans Maler, un modest pintor i Anna Hübner. S'ha datat el seu naixement tradicionalment el 4 d'octubre de 1472, però per manca de documents provants, recerques més recents situen el seu naixement «vers 1475». Hi ha poca informació sobre la seva jovenesa i els seus anys de companyó nòmada. Va ser aprenent al taller del seu pare. Durant els seus anys de rodamón va passar a Viena, on va començar a signar les seves obres amb Lucas Cranach o LC, com es pronunciava el nom de la seva ciutat natal. És pare del també pintor Lucas Cranach el Jove (1515-1586).Es va casar a Gotha amb una pubilla anomenada Bàrbara Brengbier. L'abril del 1505, després del seu casament, l'elector Frederic III de Saxònia (1463-1525), dit «el savi», el va convidar a Weimar i el va contractar com a pintor. Sota Frederic III i els seus successors Joan el Constant (1468-1532) i Joan Frederic I de Saxònia (1503-1554) va esdevenir el pintor de la noblesa de Saxònia i de la reforma protestant.
L'obra coneguda més antiga de Cranach, és un retrat del doctor en Dret Johann Reuss (pintura existent al Museu Nacional Germànic de Nuremberg), datat el 1504. A partir d'aquesta data, es coneixen molts detalls de la vida de Cranach i les seves múltiples activitats en diversos quefers. Al costat del seu taller d'imaginari i gravador, va crear un petit imperi empresarial: l'apoteca com monopoli de Wittenberg, una llibreria, una impremta amb privilegi d'imprimir bíblies i una taverna. Va publicar moltes obres de Martí Luter.
La relació entre l'artista-empresari i el reformador ha sigut documentada des de l'any 1520, època a la qual va retratar Luter amb l'hàbit d'agustí; cinc anys després, Cranach va assistir a les noces de Martí amb Catalina de Bora i va ser padrí del seu fill gran. Va intervenir activament en el moviment protestant, al cercle dels humanistes a l'entorn de Philipp Melanchthon a la Universitat de Wittenberg i en qualitat de regidor i de burgmestre de Wittenberg, càrrec que exercí el 1537, i del 1540 a 1544. El 1524 va acompanyar Frederic cap a Nuremberg, on va coincidir amb Albert Dürer.
Joan Frederic I de Saxònia va esdevenir el comandant de la Lliga Smalkalda. Després de la desfeta contra l'exèrcit catòlic de Carles V a la batalla de Mühlberg (1547), va ser fet presoner primer condemnat a mort va ser graciat per la intervenció d'altres elects i prominents com Cranach. Cranach va acompanyar Joan Frederic a Augsburg durant el seu captiveri on va conèixer Ticià, cridat a la capital de Suàbia per a retratar al príncep Felip (més tard Felip II). Alliberat el seu protector i amic el 1552, Cranach va seguir-lo i establir-se a Weimar, ciutat a la qual va morir el 16 d'octubre del 1553.
La seva sepultura es troba al cementiri de l'església de Jaume (Jakobsfriedhof). a Weimar. La seva botiga va continuar sent explotada pels seus descendents fins al 1871 quan va ser destruïda per un incendi.

## Defensa del luteranisme i exili
D'una fe religiosa inicialment catòlica, Cranach el Vell va passar a donar suport ferventment al luteranisme, i promoure amb els seus retrats i gravats la fama internacional de Martí Luter i Philipp Melanchthon. En alguns gravats, Cranach va semblar ridiculitzar el Papa i a la Casa d'Habsburg. Arran de la derrota de les tropes protestants davant Carles V en la batalla de Mühlberg (1547), l'elector Joan Frederic I va ser capturat i enviat a l'exili a Weimar, i Cranach l'hi va acompanyar.

## Obra
Cranach ocupa un lloc destacat en la pintura alemanya, i si bé es critica per alguns la concepció del dibuix i la perspectiva, no es pot deixar de lloar la gràcia innocent que amaguen la majoria de les seves obres, compostes i pintades dintre dels cànons més castissament germànics; la seva força i talent d'expressió, s'afirma en els retrats dels personatges implicats en el moviment protestant provocat per Luter, del qual va ser un fidel i entranyable amic i les idees del qual van influir poderosament en les composicions religioses dels últims anys de la seva vida. La seva obra (realitzada sense dubte amb l'ajuda de nombrosos deixebles i especialment el seu fill Hans) és molt copiosa, comprenen nombrosos quadres religiosos, retrats, paisatges, escenes de caça i una notable col·lecció de nuus.
Lucas Cranach i el seu equip van elaborar prop de cinc mil obres d'art, de les quals només unes mil perduren avui dia. El nombre exacte d'obres és desconegut, com que no s'ha emprès cap investigació per al recompte d'aquestes.
La presència dels Cranach (el Vell i els seus fills) era relativament escassa als museus d'Espanya, fins a l'obertura del Museu Thyssen-Bornemisza a Madrid, que posseeix un nodrit fons. Altres museus espanyols amb les seves obres són el Museu del Prado, el MNAC de Barcelona, Museu Lázaro Galdiano i el Museu de Belles Arts de Sevilla.

## Arxiu digital Lucas Cranach
Des del 2009, la Facultat de Restauració i de Conservació de la Universitat Politècnica de Colònia i la fundació Museum Kunstpalast de Düsseldorf van començar publicant un arxiu digital sobre Lucas Cranach, que conté unes 1.300 pintures, 12.200 dibuixos i gravats, 850 documents digitalitzats dels instituts i uns 345 documents d'arxiu d'època digitalitzats i transcrits. Una vintena d'instituts, museus i galeries que tenen obres de Cranach participen en el projecte.

## Relació no exhaustiva de l'obra de Cranach
A més posseeixen obres de Cranach els museus, galeries, palaus i:
- Col·leccions d'Aschaffenburg (Galeria de Palau: La Parentela de Maria, la Magdalena i Santa Úrsula;
- Barcelona (Museu Nacional d'Art de Catalunya: Parella amorosa desigual, Parella d'amants desigual —dipòsit de l'Ajuntament de Barcelona—, Santa Isabel amb el duc Jordi de Saxònia com a donant, Santa Anna amb la duquessa Bàrbara de Saxònia com a donant, Sant Jordi i Sant Cristòfol —els quatre darrers són un dipòsit de la col·lecció Thyssen-Bornemisza);
- Berlín (Museu de l'Emperador Friedrich: San Jeroni, David i Betsabé, El cardenal Albert de Brandeburg sota l'aspecte de Sant Jeroni, Apol·lo i Diana, La font d'eterna Joventut, i El Repòs en Egipte);
- Brunsvic (Museu, Hércules i Omfala);
- Wroclaw (Catedral, La Verge);
- Budapest (Galeria Nacional, El místic casament de Santa Catalina i El vell verd, del qual existeix una rèplica en la col·lecció Lluís Quer Cugat de Barcelona, que erròniament s'atribueix a Lucas van Leyden);
- Chemnitz (Església de palau, Martiri de Sant Jacob);
- Darmstadt (Museu, Rèplica del Cardenal de Brandenburg);
- Dresden (Galeria Reial, La Degollació dels Innocents, L'oració a l'hort, les Santa Bàrbar i Catalina i els retrats de Luter i Melanchthon);
- Erfurt (Catedral, El místic casament de Santa Catalina);
- Florència (Galleria degli Uffizi, Un autoretrat, que deixaria de ser-ho si és certa la presumpció que suposa, que l'obra és del seu fill Hans, Adam i Eva);
- Gotha (Museu, El Judici de Paris);
- Cassel (Galeria Reial, La nimfa de la font, i L'edat d'argent);
- Coburg (Veste Koburg, Lucrecia);
- Copenhaguen (Museu Nacional, El Judici de Paris);
- Leipzig (Museu Municipal, El moribund i Luter en la Biblioteca);
- National Gallery de Londres, Retrat d'una Jove;
- Múnic (Antiga pinacoteca, Lucrecia);
- Nuremberg (Museu Nacional germànic, Retrat d'Esteve Reuss);
- Sant Petersburg (Ermitage, Venus i l'Amor, Retrat d'una dama);
- Schleissheim (Galeria, Crist a la Creu);
- Schwerin (Galeria, Venus i l'Amor);
- Estrasburg (Museu Municipal, La crucifixió);
- Castell de Wartburg (Els pares de Luter);
- Weimar, (Museu, Sibil·la de Cleves);
- Viena (Museu de la Història de l'Art, El Paradís);
- París (Museu del Louvre, Venus);
- Liechtenstein (Galeria, Santa Helena i El Sacrifici d'Abraham), i d'altres obres que es conserven en les esglésies de Glogau, Grimma, Halle, Magúncia (palau episcopal), Meissen, Merseburg, Torgau, Wörlitz i Zwickau.[7][8]

## Obra seleccionada
- Parella amorosa desigual
- La crucifixió
- Descans en la fugida d'Egipte
- Retrat d'una dama (pintura)
- La font d'eterna Joventut
- Nimfa de la Font
- Verge amb el Nen sota un pomer
- Venus
- Adam i Eva
- El judici de Paris
- La parella incompatible